# Pojken med guldbyxorna
Pojken med guldbyxorna är en ungdomsbok av Max Lundgren från 1967.

## Handling
En pojke, Mats Nilsson,  hittar ett par gamla byxor i ett förråd. Ur byxornas högerficka kan han ta fram sedlar, först tiokronorssedlar och senare hundralappar. Tillsammans med pappa Tocken bestämmer de sig för att skänka pengarna till välgörenhet. Polisen intresserar sig sedan alltmer för dessa gåvor.

## Adaptioner
Berättelsen blev 1975 TV-serie, Pojken med guldbyxorna, med manus och regi av Leif Krantz och premiärvisades i SVT. Den har även repriserats i Kanal 5 och TV4 Guld. Harald Hamrell spelar pojken och Anders Nyström spelar pappan. TV-serien är en av titlarna i boken Tusen svenska klassiker (2009).
En långfilm baserad på boken, Pojken med guldbyxorna, hade premiär 2014.

## Översättningar
En översättning av Pojken med guldbyxorna på persiska publicerades i Teheran 2014.

## Se även

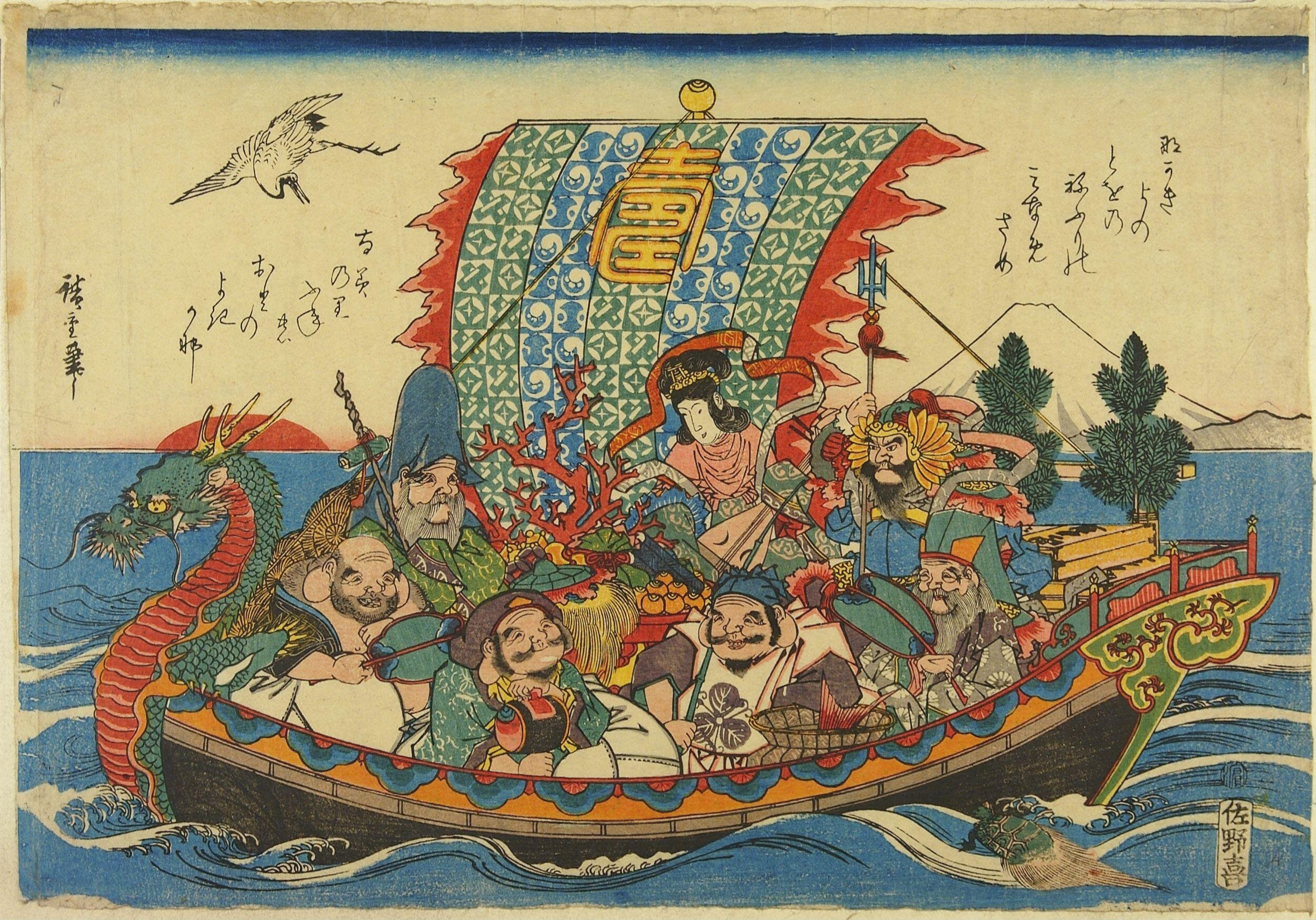
Blocktryck av Utagawa Hiroshige föreställande skattskeppet Takarabune.

### Fotnoter
1. ↑  Gradvall et al 2009, nr. 439
2. ↑  Publisher: Ofoq ISBN 978-600-353-040-9 Översättare: Taher Jambarsang.

### Webbkällor
- Svensk mediedatabas